# 하카 (춤)

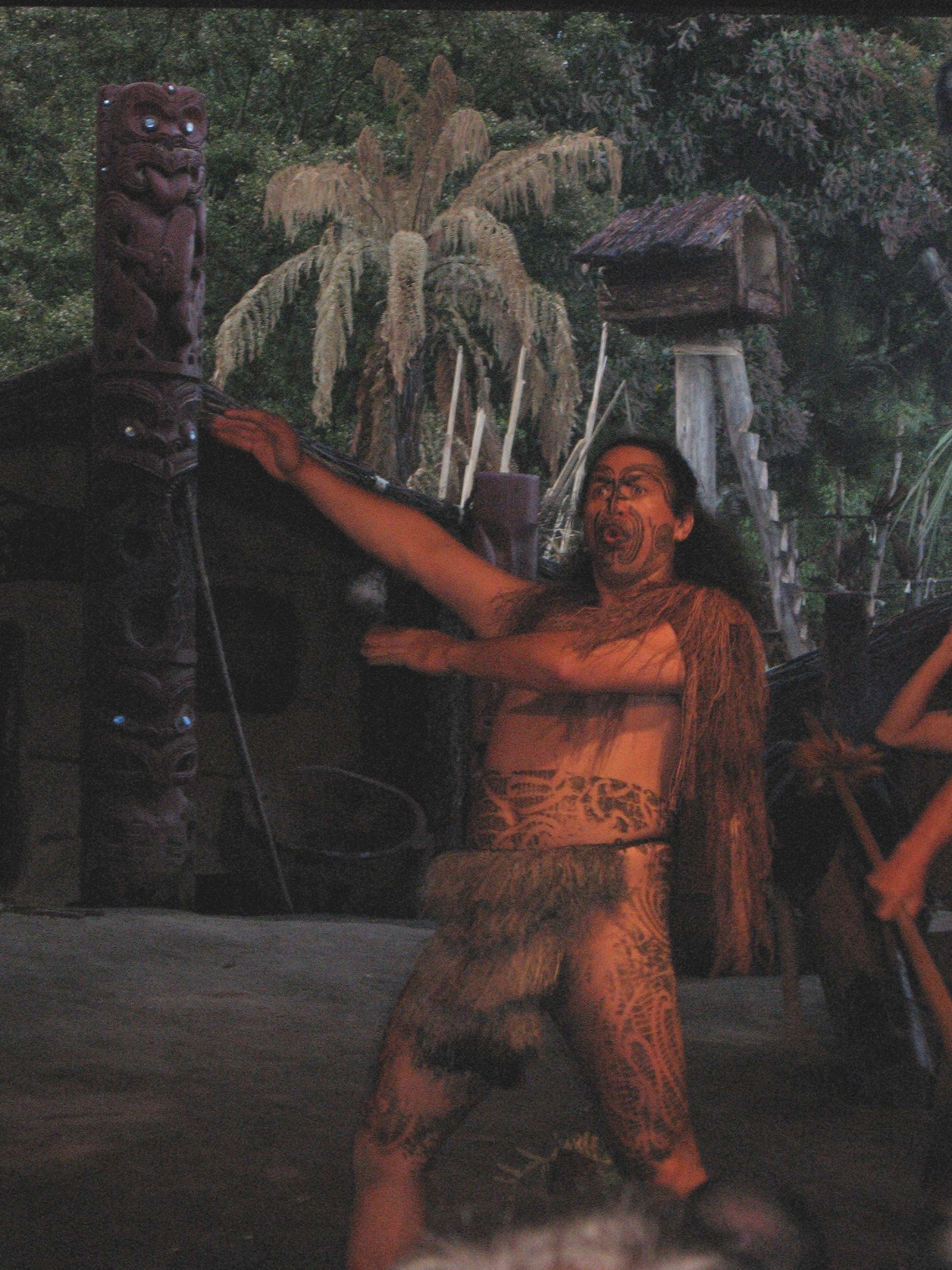
하카

하카(Haka)는 뉴질랜드의 원주민 마오리족의 민족 춤이다. 원래는 원주민들과의 전쟁에서와 부족 간의 전쟁에서 자신의 힘이 강하다는 것을 보여 주기 위해서 하는 춤에서 비롯되었다. 지금은 주로 뉴질랜드 럭비대표팀인 올블랙스가 국가 연주 후 선보인다. 영어로는 워 크라이(War Cry)라고도 한다.

## 개요

### 전설과 역사
전설에 따르면 태양신 타마 누이 비트 라에는 2 명의 아내, 여름의 여신 히네 라우마티와 겨울의 여신 히네 타쿠루아가 있었다. 히네 라우마티가 낳은 아들, 타네 로레가 춤을 만들었다고 전해진다.
전승에 의하면 올 블랙스(All Blacks)의 하카, 카 마테(Ka Mate, 가 마데)는 1810년에 가티트아 부족의 테 라우파라하 족장이 춤춘 것이다. 테라우파라하는 적에게 쫓겨, 지하의 식료품 창고에 도망쳐 숨어 있었다. 기어나와 보니 눈 앞에 사람이 있어 죽을 각오를 했지만, 다행스럽게 테 라우파라하와 친한 부족장이었다. 구출된 기쁨과 감사의 기분을 담아 춤춘 것이 카 마테이다.

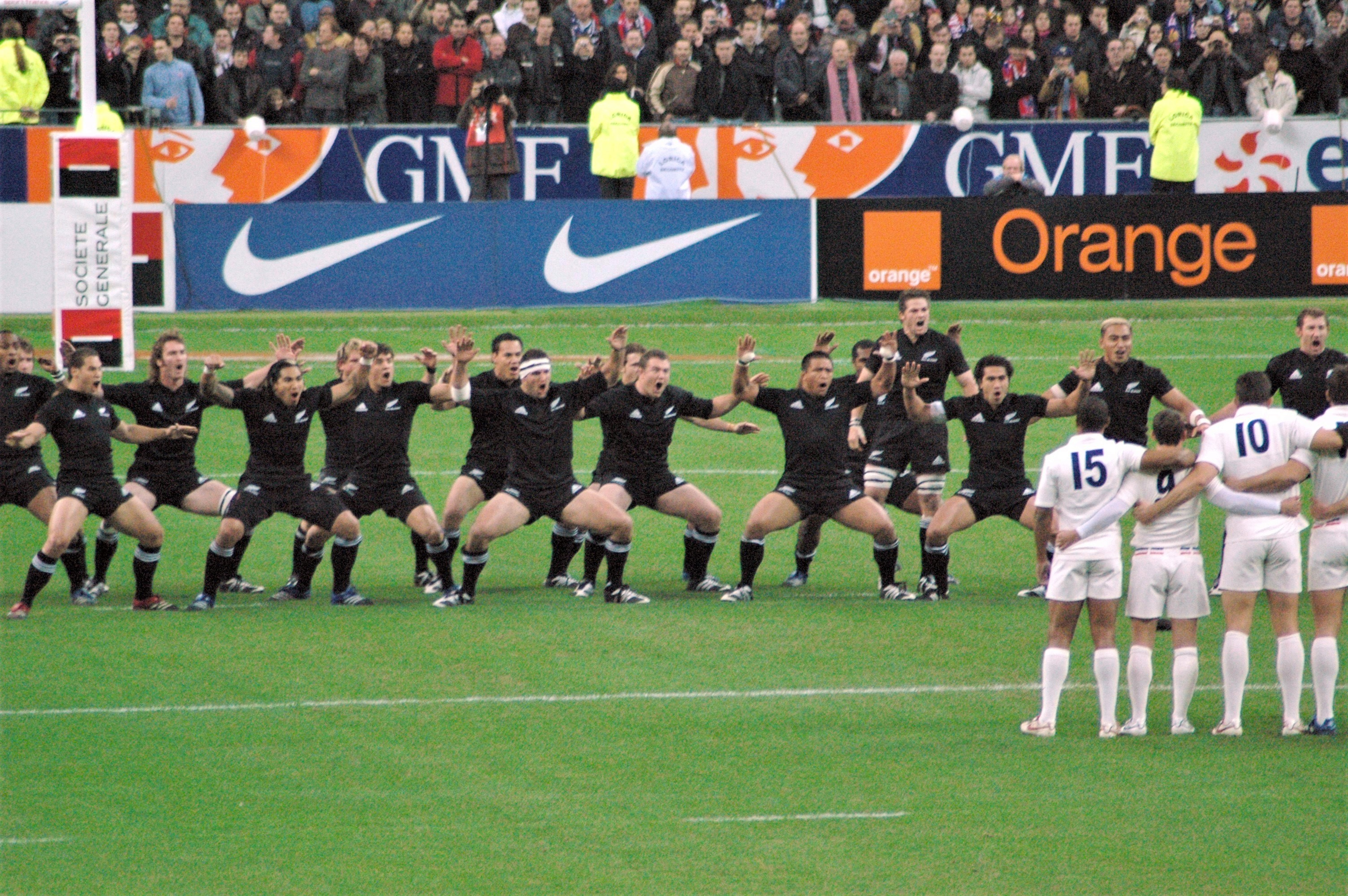
2006년 대 프랑스 럭비 풋볼에서 올 블랙스의 하카

### 스포츠
1905년 영국 원정 시에 올 블랙스(All Blacks)가 전쟁무 하카를 도입한 것을 시작으로 이후 대표 팀에 계승되게 된다. 리드 부분은 마오리의 혈통을 받는 선수가 담당했지만, 원래 올 블랙스의 타나 우마가는 마오리와 가까운 사모아 이민자의 자손이며, 주장으로 인정을 받았기 때문에 특별히 리드를 담당할 수 있었다. 그러한 관례는 현재는 없어졌고, 최근에는 대표팀의 주장이 담당하기도 한다. 럭비 대표팀의 하카는 크게 두 가지로 나뉘는데 가 마데(Ka Mate)와 가바 오 방오(Kapa o Pango)로 나뉜다.

## 방법
1. 처음에는 허리를 펴고 무릎을 살짝 굽힌 뒤 Ka mate Ka mate(가 마데 가 마데)라고 하면서 자신의 장딴지를 손바닥으로 때리고 Ka ora Ka ora(가 오라 가 오라)라고 하며 팔을 굽히고 허리높이로 뒤로갔다 앞으로 갔다 한다.(2번한다.)
2. Ka mate Ka mate whuru whuru(가 마데 가 마데 후루 후루)라고 하면서 1의 행동을 한 다음 손을 배꼽높이에서 손을 떨듯이 흔든다.

'우카라카카라카라라라'를 3번 반복
1. 손을 허리에 하고 허리를 피고 무릎을 좀 굽히고 하아~소리를 내며 눈을 부릅 뜨고 혀를 길게 밑으로 내민 다음 살랑살랑거린다
2. 손을 머리에 얹고 우리키키키라하를 4번 외치고 끝낸다

## 같이 보기
- 카파 하카

## 갤러리

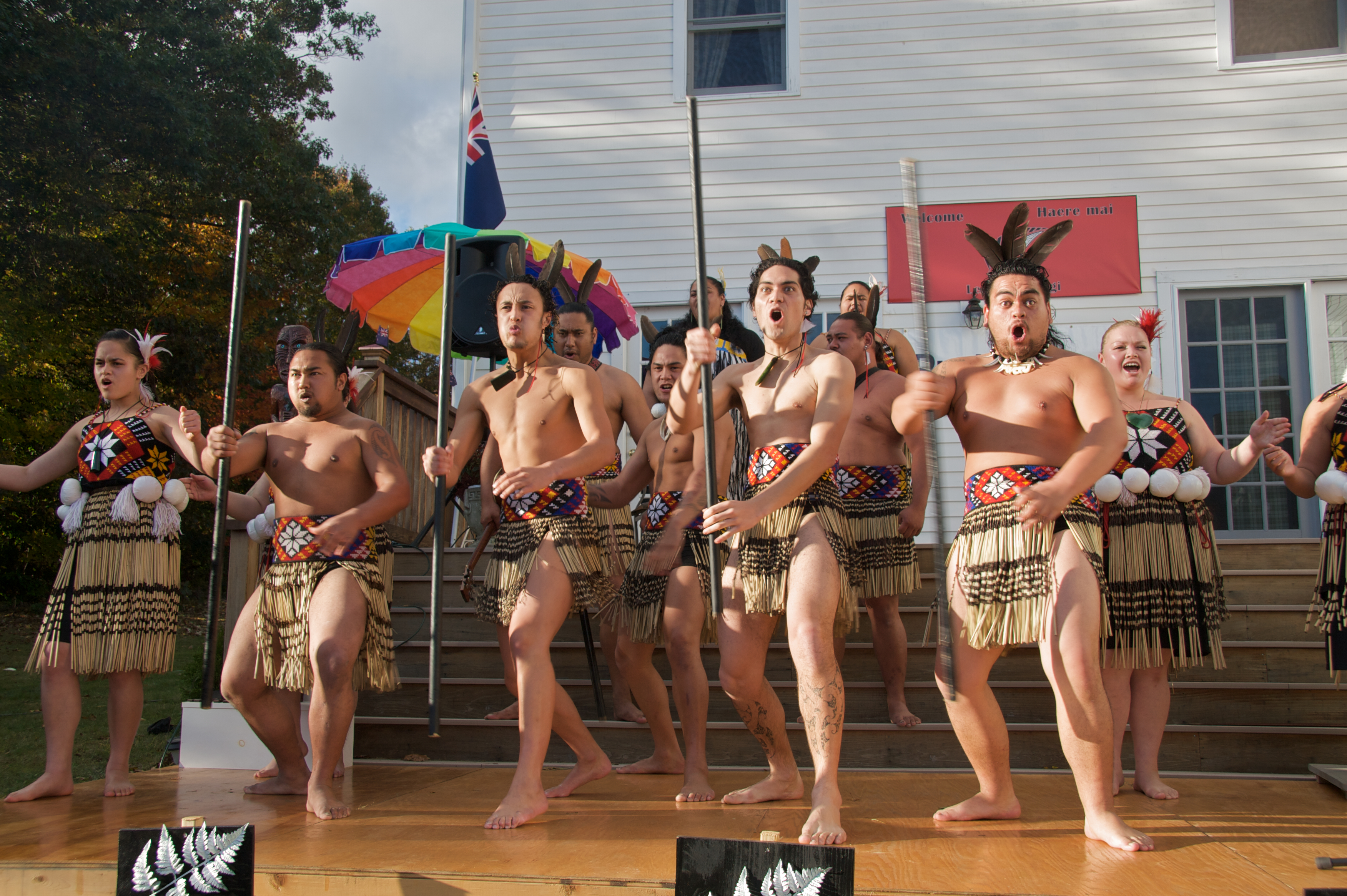
카오랑기 댄스
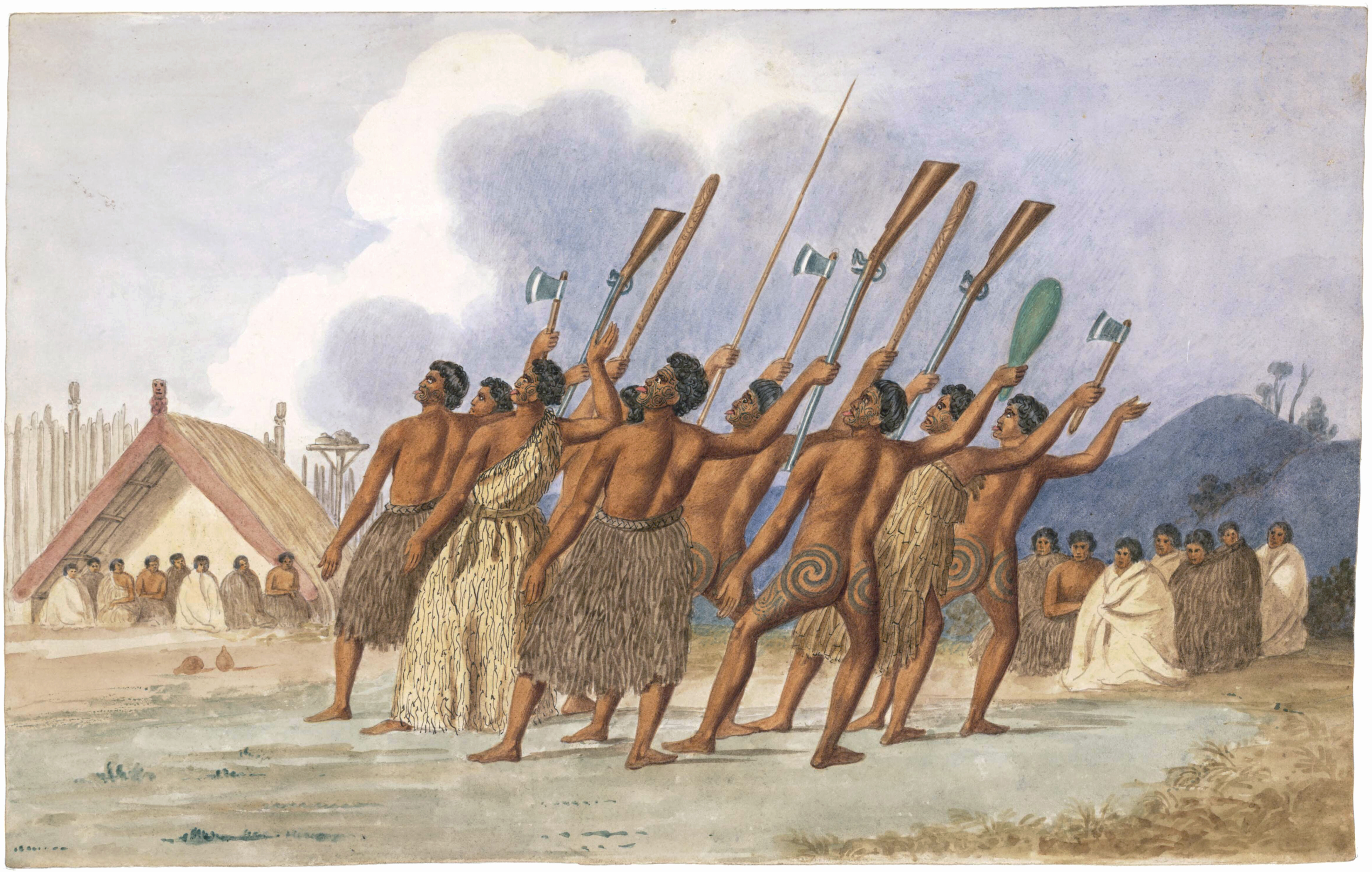
마오리 전쟁 댄스
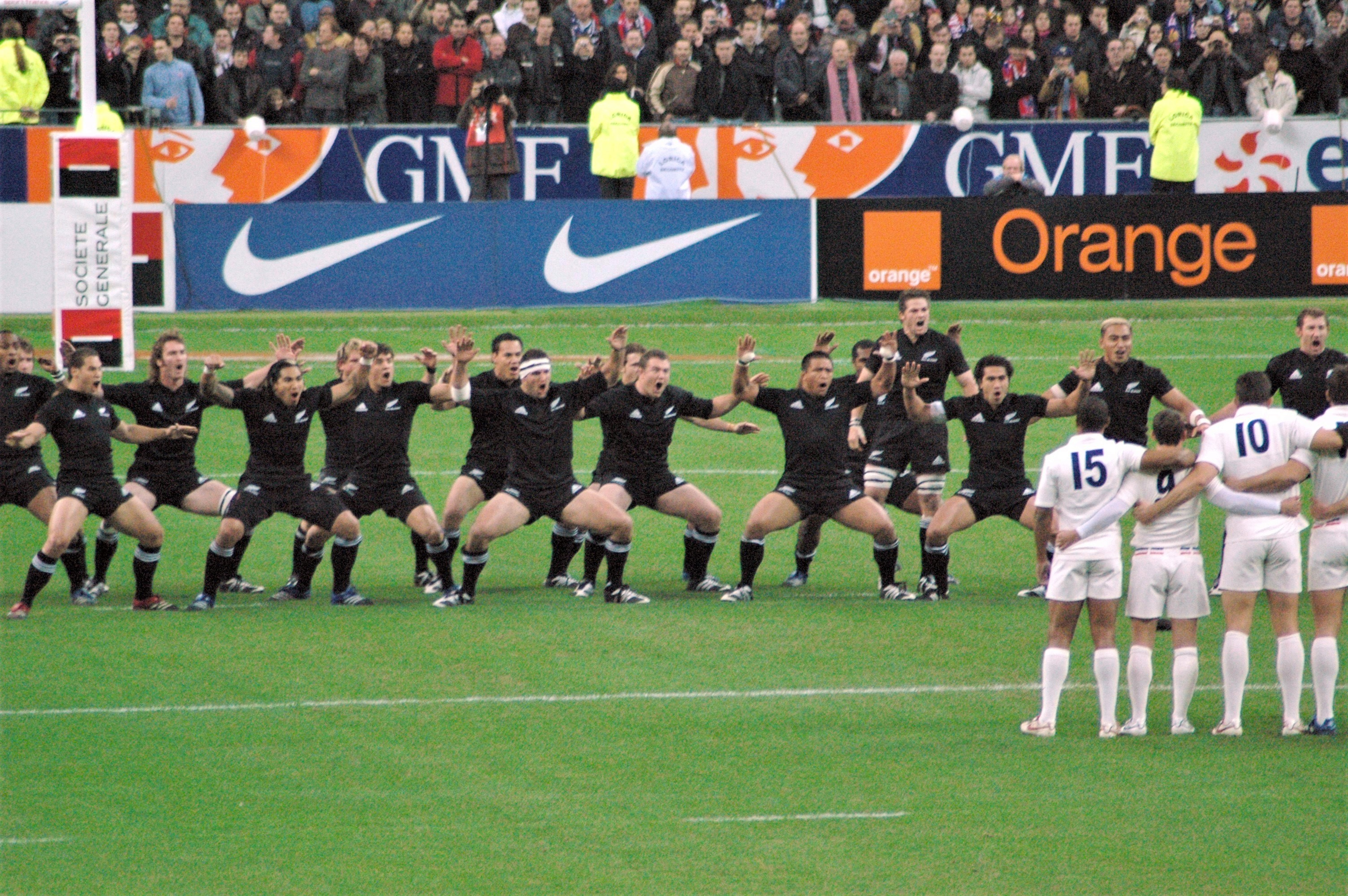
럭비팀의 하카
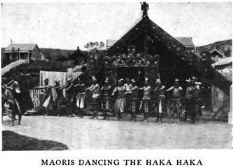
1920년 경 촬영된 마오리 하카 모습